# Saropogon pulverulentus
Saropogon pulverulentus är en tvåvingeart som beskrevs av Wulp 1899. Saropogon pulverulentus ingår i släktet Saropogon och familjen rovflugor.
Artens utbredningsområde är Sydjemen. Inga underarter finns listade i Catalogue of Life.